# 나루시마 류
나루시마 류(일본어: 成嶋竜, 1968년 9월 5일 ~ )는 도쿄도 니시타마군 미즈호정 출신의 극진가라데 선수로, 극진회관(極真会館) 본부 직할 에비스 도장 사범 대리이다.